# Меленки (Калужская область)
Меленки  — деревня в Дзержинском районе Калужской области России. Административный центр сельского поселения «Деревня Редькино».

## География
Расположена  на берегах реки Суходрев. Рядом — Кашенки.

## Население
| 2002 | 2010 |
| ---- | ---- |
| 1    | ↗7   |

## История
В 1782 году  было деревней села Карамышево Медынского уезда, графини Екатерины Ивановной Разумовской, при деревне мучная мельница.